# Dyversjön
Dyversjön är en sjö i Mora kommun i Dalarna och ingår i Dalälvens huvudavrinningsområde. Sjön har en area på 0,272 kvadratkilometer och ligger 413,1 meter över havet. Sjön avvattnas av vattendraget Dyvran. Vid provfiske har abborre och gädda fångats i sjön.

## Delavrinningsområde
Dyversjön ingår i det delavrinningsområde (681118-141893) som SMHI kallar för Ovan 681033-141802. Medelhöjden är 569 meter över havet och ytan är 8,74 kvadratkilometer. Det finns ett avrinningsområde uppströms, och räknas det in blir den ackumulerade arean 9,12 kvadratkilometer. Dyvran som avvattnar avrinningsområdet har biflödesordning 4, vilket innebär att vattnet flödar genom totalt 4 vattendrag innan det når havet efter 393 kilometer. Avrinningsområdet består mestadels av skog (90 procent). Avrinningsområdet har 0,28 kvadratkilometer vattenytor vilket ger det en sjöprocent på 3,2 procent.